# Fagus engleriana
Espèce
Classification phylogénétique

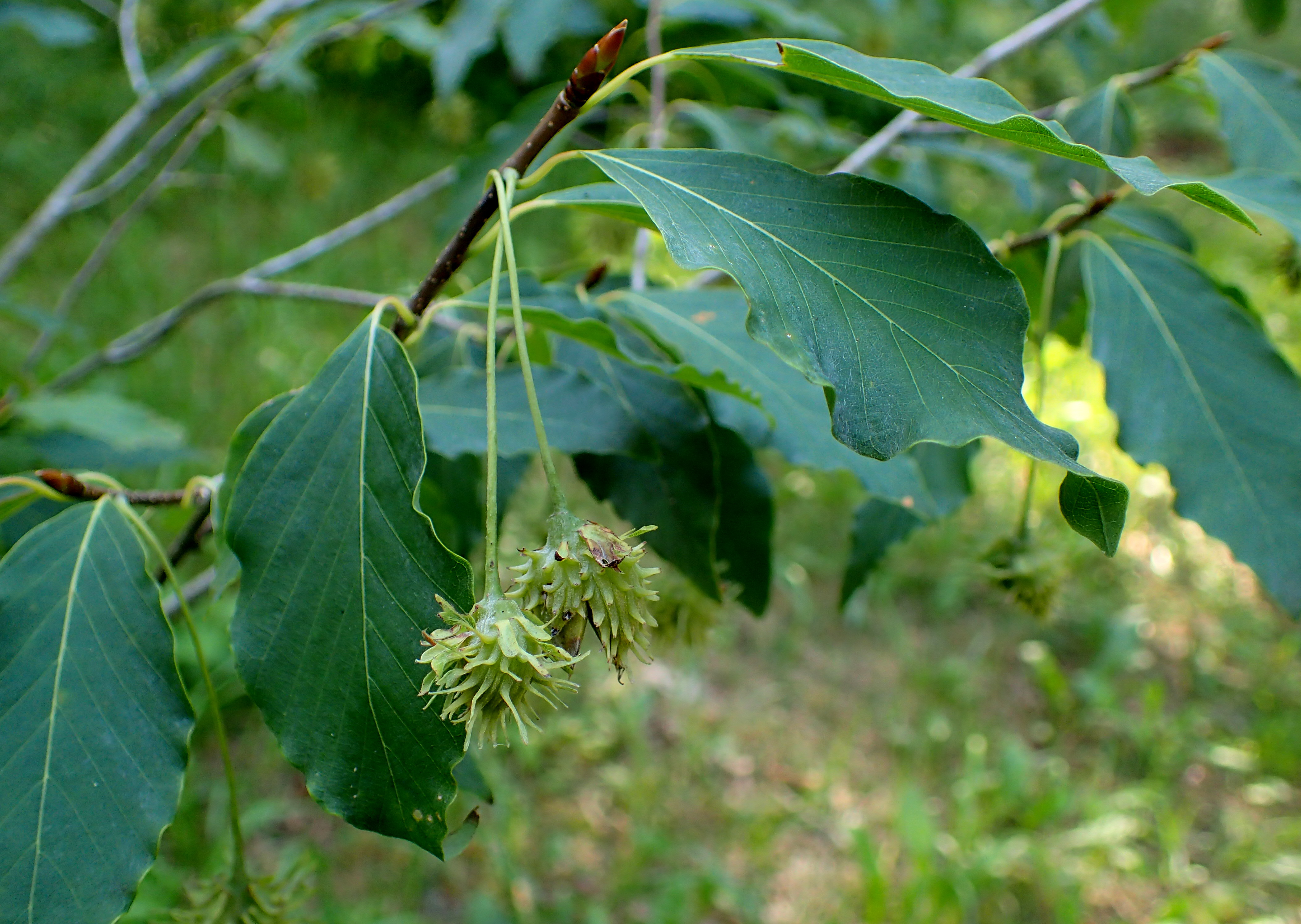
Rameau avec feuilles et fruits

Fagus engleriana, l'Engler's beech (le hêtre d'Engler (en français) , également connu sous le nom de hêtre chinois, est une espèce de hêtre originaire du centre et de l'est de la Chine (provinces d'Anhui, Guangxi, Guizhou, Henan, Hubei, Hunan, Shaanxi, Sichuan, Yunnan et Zhejiang).
Synonyme hétérotypique :
- Fagus sylvatica var. chinensis (1899)

## Description
Fagus engleriana pousse dans les forêts feuillues et mixtes. Il peut atteindre 25 m de hauteur. Les tiges sont brun foncé et glabres. Les feuilles présentent 10 à 14 paires de nervures, leurs marges sont glabres, parées et à peine dentées.